# Franklin (condado de Kewaunee, Wisconsin)
Franklin es un pueblo ubicado en el condado de Kewaunee en el estado estadounidense de Wisconsin. En el Censo de 2010 tenía una población de 993 habitantes y una densidad poblacional de 10,6 personas por km².

## Geografía
Franklin se encuentra ubicado en las coordenadas 44°22′19″N 87°42′29″O / 44.37194, -87.70806. Según la Oficina del Censo de los Estados Unidos, Franklin tiene una superficie total de 93.72 km², de la cual 91.93 km² corresponden a tierra firme y (1.91%) 1.79 km² es agua.

## Demografía
Según el censo de 2010, había 993 personas residiendo en Franklin. La densidad de población era de 10,6 hab./km². De los 993 habitantes, Franklin estaba compuesto por el 96.27% blancos, el 0% eran afroamericanos, el 0.3% eran amerindios, el 0.91% eran asiáticos, el 0.1% eran isleños del Pacífico, el 0.7% eran de otras razas y el 1.71% pertenecían a dos o más razas. Del total de la población el 0.81% eran hispanos o latinos de cualquier raza.